# Ешенбах ин дер Оберпфалц
Ешенбах ин дер Оберпфалц (њем. Eschenbach in der Oberpfalz) град је у њемачкој савезној држави Баварска. Једно је од 38 општинских средишта округа Нојштат ан дер Валднаб. Према процјени из 2010. у граду је живјело 4.159 становника. Посједује регионалну шифру (AGS) 9374117.

## Географски и демографски подаци
Ешенбах ин дер Оберпфалц се налази у савезној држави Баварска у округу Нојштат ан дер Валднаб. Град се налази на надморској висини од 440 метара. Површина општине износи 35,1 km². У самом граду је, према процјени из 2010. године, живјело 4.159 становника. Просјечна густина становништва износи 118 становника/km².

## Међународна сарадња
| Мјесто  | Држава     | Врста сарадње | Од    |
| ------- | ---------- | ------------- | ----- |
| Ешенбах | Швајцарска | партнерство   | 1989. |
| Извор   |            |               |       |